# Tomeu Maura
Tomeu Maura (Palma de Mallorca, 6 de noviembre de 1964) es un periodista español especializado en Deportes. Actualmente es redactor jefe en la edición balear de OKDiario tras haber trabajado en El Mundo desde su fundación hasta 2021. Creador y director de la web www.futboldesdemallorca.com desde 2011, con casi 8 millones de visitas en 2022 acreditadas por Google Analytics

## Trayectoria en prensa
Comenzó a trabajar como colaborador en El Día de Baleares en septiembre del año 1983, pasando a formar parte de su plantilla en 1984. Jefe de Deportes desde agosto de 1986 del mismo diario, transformado primero en El Día 16 de Baleares y posteriormente en El Mundo/El Día de Baleares. En 2021, tras el cierre de todas las delegaciones regionales de El Mundo, se incorporó a la plantilla de OKDiario en calidad de redactor jefe de Deportes de la edición balear. Además, es cronista de los partidos del Atlético de Madrid para la edición nacional. Corresponsal en Mallorca de Mundo Deportivo desde 1984 hasta 1987. Corresponsal en Mallorca del diario AS desde 1987 hasta 1997.

## Trayectoria en radio
Comentarista, redactor y locutor de la emisora en Mallorca de Radio Nacional de España desde 1988 hasta 1998.Jefe de deportes de la Cadena Cope en Mallorca desde septiembre de 2000 hasta agosto de 2012. Tertuliano de la edición nacional dominical de El Tirachinas, de la misma emisora, desde noviembre de 2006 hasta junio de 2012. Director y presentador del programa Som Balears en Ib3 Ràdio de 2013 a 2015. Director y presentador del programa 4-4-2 en Canal 4 Ràdio desde 2016 hasta 2022. 

## Trayectoria en televisión
Desde septiembre de 1997 hasta septiembre de 2008 retransmitió en PPV en mallorquín los partidos del Real Mallorca para Audiovisual Sport. Fue locutor para la televisión autonómica de Baleares, Ib3, de los partidos de fútbol de Primera División durante la temporada 2005-06. Director y presentador del programa 4-4-2 para la televisión autonómica de Baleares de 2006 a 2015. Jefe de Deportes y presentador del programa Fora de Joc en la cadena de televisión local de Mallorca Canal 4 desde 1990 hasta 1991, en una primera etapa, y desde septiembre de 1994 hasta enero de 2000, cuando pasó a dirigir el programa 4-4-2 en el mismo canal, hasta enero de 2005. También ha sido jefe de Deportes y presentador en la cadena de televisión local de Mallorca Canal 37, desde septiembre de 1991 hasta junio de 1994. 

## Otras publicaciones
Creador y director de la revista de índole deportivo 4-4-2, de carácter mensual, que se publica en Mallorca desde septiembre de 2005 hasta diciembre de 2019, y creador y director de la revista SúperMallorca, monográfico de la temporada de Liga del Real Mallorca, que se publica con carácter anual desde 1998. Autor de varios libros de temática deportiva: El Mallorca de Beltrán (1997), De Buenos Aires a Birmingham (1999), y de dos enciclopedias de la historia del Real Mallorca, la primera publicada en fascículos por El Día 16 de Baleares (1990-91) y la segunda por Universo Editorial (1991), con venta en toda España.